# Datablad
Et datablad, applikationsblad eller  specifikationsblad er et dokument, der dokumenterer et produkt, maskine, komponent (fx en elektronisk komponent), materiale, et delsystem (fx en strømforsyning) eller software i tilstrækkelig detaljer, så en designingeniør kan forstå komponentens rolle i det overordnede system.

## Elektronik datablad
Indenfor elektronik er et datablad en detaljeret redegørelse for egenskaber og begrænsninger ved en elektronisk komponent eller et helt elektronisk kredsløb.
Til enhver unik type elektronisk komponent der fremstilles, udarbejder 
fabrikanterne et datablad – også for "simple" komponenter som kondensatorer og modstande, hvor stort set al relevant information ellers kan angives direkte på selve komponenten, findes der et datablad.

### Databladets oplysninger
De oplysninger der angives i et datablad omfatter som regel følgende:
- For passive komponenter; en "størrelse" eller værdi (for eksempelvis en kondensator vil dette være dens elektriske kapacitet).
- Begrænsninger og betingelser: De største hhv. mindste strømme, spændinger, frekvenser, temperaturer med mere, som komponenten eller kredsløbet ikke blot kan "tåle", men også fungere pålideligt ved.
- For integrerede kredsløb; impedans og andre karakteristika for ind- og udgange
- Rumlige dimensioner og vægt – somme tider med en målsat plantegning af komponentens ydre.
- Grafer der viser bestemte egenskaber som en funktion af de elektriske "arbejdsbetingelser".

I databladene for især integrerede kredsløb findes desuden ofte såkaldte application notes, som er diagrammer og tips til forskellige anvendelser for det pågældende kredsløb.

### Elektronikfabrikanter
- AMD
- Analog Devices
- Intel
- Fairchild Semiconductor
- Motorola
- National Semiconductor
- Philips
- Samsung Semiconductor
- STMicroelectronics
- Texas Instruments

## Lignende dokumenter
- Brochure - fokuserer mere på et produkts fordele og ulemper, og mindre på detaljer.
- Katalog - præsenterer en række produkter.
- Brugervejledning - viser eller beskriver et produkts trin-for-trin anvendelse.
- Applikation note - er et dokument som giver specifikke detaljer om hvordan komponenten anvendes i specifikke anvendelser eller en bestemt proces.
- En teknisk specifikation - er en eksplicit mængde af kran som skal opfyldes at et materiale, produkt eller service.